# 阴阳寮
阴阳寮（日语：／／ ommyōryō, onyōnotsukasa）是古代日本律令制下政府机构之一，隸屬於左辨官局之中務省，掌管占卜、天文、時刻、历法等陰陽道的觀察、判斷及相關的教育，可說是當時的科學、天文研究中心。在《日本書紀》裡關於陰陽寮最早的記敘是在天武天皇4年（675年），廢止於明治3年（1870年）。平安時代的陰陽寮位置在平安京大内裏之内、太政官之北、西鄰中務省、内裏之正南，即今日京都府上京区千本丸太町一帶。

## 概要
陰陽寮的長官是陰陽頭，其下有精通陰陽道的各博士及陰陽師，不過著名陰陽師安倍晴明並沒有成為陰陽頭，而是他的次男吉昌成為陰陽頭。862年2月3日頒布，直到1685年2月3日，使用長達823年的宣明暦便是陰陽寮的重要成就。陰陽寮的設置始於飛鳥時代的天武天皇时期，明治2年（1869年）時任陰陽頭土御門晴雄去世，日本政府藉機於隔年廢止陰陽寮，在758~764年藤原仲麻呂推动官名唐风改称，此期間陰陽寮改名為「太史局」。
一般而言，陰陽寮被認為是模仿唐朝的太史局，但唐朝的太史局不掌管占卜，一般認為這反映日本的陰陽道更重視占卜，因此占卜相關職官的地位在陰陽寮高於負責天文、時刻、历法的職官。

## 編制

### 事務系統
- 頭1人
- 助：助1人、權助1人
- 允：大允1人、少允1人
- 屬：大屬1人、少屬1人

### 技術、教育系統
- 陰陽師6人
- 陰陽博士1人、權博士1人
  - 陰陽生10人、陰陽得業生3人
- 天文博士1人、權博士1人
  - 天文生10人、天文得業生2人
- 曆博士1人、權博士1人
  - 曆生10人、曆得業生2人
- 漏刻博士1人、權博士1人
  - 守辰丁20人
- 使部20人
- 直丁2~3人

## 職掌

### 四部官
- 長官
  - 陰陽頭：負責陰陽寮的管理。官品從五位下。
- 次官
  - 陰陽助：負責輔佐及代理陰陽頭。官品從六位上。
  - 陰陽權助：與陰陽助同為寮之次官，稱為權助。官品從六位上。
- 判官
  - 陰陽大允：負責寮內的出勤、值夜的管理與公文書的審查、補足。官品從七位上。
  - 陰陽少允：副判官，負責輔佐大允。
- 主典
  - 陰陽大屬：負責公文書的製作、記錄、收發、登錄與管理。官品從八位下。
  - 陰陽少屬：副主典，負責輔佐大屬。官品大初位上。

### 技官、教官
在陰陽寮裡又分為陰陽道、天文道、曆道與漏刻道四項專業項目。博士之下設置權博士，為博士的副手；學生中成績優秀者可成為得業生，成為陰陽師的候補。
- 陰陽道
  - 陰陽師：負責卜筮或土地並判斷吉凶。官品從七位上。
  - 陰陽博士：負責陰陽道的技術教育。官品正七位下，俸祿為職分田4町。
    - 陰陽權博士：官品從七位上。
    - 陰陽生：陰陽博士的學生。
    - 陰陽得業生
- 天文道
  - 天文博士：負責天文道的技術教育；察覺天有異象時須以密封文書上奏。官品正七位下，俸祿為職分田4町。著名的陰陽師安倍晴明在陰陽寮裡擔任過最高的職務便是天文博士，官品達從四位上，算是特例。
    - 天文權博士：官品從七位上。
    - 天文生：天文博士的學生，又作觀生。
    - 天文得業生
- 曆道
  - 暦博士：負責曆道的技術教育；掌管曆法。官品從七位上，俸祿為職分田3町。
    - 曆權博士：官品從七位下。
    - 暦生：曆博士的學生。
    - 曆得業生
- 漏刻道
  - 漏刻博士：漏刻即為水鐘。漏刻博士負責管理時刻。官品從七位下。
    - 漏刻權博士：官品正八位上。
    - 守辰丁：負責依照漏刻打更報時。

### 下級職員
- 使部：在各單位擔任雜役。官品六位至八位下級役人之嫡子，年滿21歲未就官職者，能力判定為下等的人配為使部。
- 直丁：在各單位擔任雜役。

## 關聯條目
- 阴阳道
- 大寶令
- 養老律令

## 外部連結
- （日語）官制大觀 （页面存档备份，存于）